# Tex Beneke
Tex Beneke (ur. 12 lutego 1914, 30 maja 2000) – amerykański saksofonista, piosenkarz i lider zespołu.

## Wyróżnienia
Posiada gwiazdę na Hollywoodzkiej Alei Gwiazd.